# Macfallite
La macfallite è un minerale.